# Biblioteca NH Gian Domenico Oltrona Visconti
La Biblioteca "N.H. Gian Domenico Oltrona Visconti" è una biblioteca comunale ed ha sede nell'ex Monastero di S. Michele di Lonate Pozzolo, in provincia di Varese.

## Storia
Venne istituita il 14 ottobre 1965 con Deliberazione del Consiglio Comunale n. 67/5  a seguito di un lascito di più 2000 volumi ad opera di Camillo Piccinelli, medico condotto del comune e grande appassionato di libri, venuto a mancare nel 1962. Il primo nucleo della biblioteca, il Fondo Piccinelli, consta di un totale di 2374 volumi tra moderni ed antichi, 36 dei quali cinquecentine, molti afferenti ai secoli XVII-XX e da 135 carte geografiche (Sec. XIX e XX), è ad oggi custodito nelle sedi dell’archivio storico comunale.
La biblioteca viene ufficialmente aperta al pubblico nel 1968, a seguito della nomina del bibliotecario, con delibera di Consiglio 48/3 del 1967, al pian terreno del palazzo comunale.
Nel 1999 la biblioteca è stata trasferita nell’ala ovest dell'ex Monastero di S. Michele, a seguito degli interventi di restauro effettuati su parte dell’edificio e si sviluppa in due piani. 
Al piano terra è presente l'emeroteca e le sale del deposito librario e al primo piano una sala di ingresso e reference, 2 sale di lettura, una sala con spazio gioco per la prima infanzia, una grande sala dedicata all’area ragazzi e la narrativa adulti. Sono presenti 49 postazioni studio e 5 postazioni per la navigazione on line.
La biblioteca aderisce, dal 1981, al Sistema Bibliotecario A. Panizzi di Gallarate e dal 2008 è entrata a far parte della Rete bibliotecaria provinciale.
Nel 2018, in occasione dei 50 anni dall’apertura, la biblioteca è stata intitolata a N.H. Gian Domenico Oltrona Visconti, studioso e storico locale, già cofondatore della biblioteca stessa.
Dall'ottobre 2023 la biblioteca ha un sito web istituzionale , realizzato dalla dott.ssa Chiara Andreatta, nell'ambito della scrittura della propria tesi di laurea, Il fondo Piccinelli e la biblioteca di Lonate Pozzolo : sito e mostra virtuale.

## Patrimonio
Il patrimonio della biblioteca, aggiornato al 2022, consta di 36052 documenti, tra monografie e multimediali per adulti e ragazzi. Il fondo Piccinelli non è conteggiato nel patrimonio corrente della biblioteca. 